# Geoffroy Barbet Massin
Pour les articles homonymes, voir Massin.
Geoffroy Barbet Massin, né à Lisieux (Calvados) en 1970, est un réalisateur de films d'animations français.
Après des études aux arts décoratifs de Paris, dont il sort diplômé en 1998 avec le film Domino, il a réalisé une dizaine de courts métrages, à Mikros Image.

## Biographie
Né à Lisieux (calvados), Geoffroy Barbet Massin suit un cursus scolaire classique à Livarot, Lisieux puis à Vire au lycée saint Jean Eudes, où il suit un bac A3, littéraire artistique.
Il est lauréat du concours général 1988 en arts plastiques, le prix lui est remis par Lionel Jospin en 1990[Information douteuse].
Il commence alors une formation de directeur artistique à l'atelier Met de Penninghen, pendant deux ans avant d’être rappelé pour le service militaire qu'il fait à Carpiquet dans le nucléaire biologique chimique.
À son retour à Paris, il reprend ses études à l'ENSAD, d'où il sort diplômé en 1997, en cinéma d'animation.

## Filmographie
Courts métrages
- 1997 : Domino
- 1998 : Mon ange
- 1999 : L'Hygiène du robot
- 2003 : Bulle
- 2004 : Merveilleusement gris
- 2005 : La Chute de l'ange
- 2007 : J'ai encore rêvé d'elle
- 2009 : Elke et Blanche

## Publicité
- 2003 : Cetelem Character Design
- 2004 : Aides, Sugar Baby Love
- 2005 : Afflelou
- 2006 : Samsung
- 2009 : Panzani
- 2013 : Duracell
- 2021 : JO 2021 au Japon- France Télévision